# El Retiro, Hidalgo
El Retiro är en ort i Mexiko.   Den ligger i kommunen Tepetitlán och delstaten Hidalgo, i den sydöstra delen av landet, 80 km norr om huvudstaden Mexico City. El Retiro ligger 2 061 meter över havet och antalet invånare är 183.
Terrängen runt El Retiro är platt åt nordost, men åt sydväst är den kuperad. Runt El Retiro är det ganska tätbefolkat, med 185 invånare per kvadratkilometer. Närmaste större samhälle är Tula de Allende, 7,1 km söder om El Retiro. I omgivningarna runt El Retiro växer huvudsakligen savannskog.